# Nixon Now
Nixon Now ist eine Rockband aus Hamburg.
Sie gründeten sich 1997 und orientieren sich an Detroit-Rock-Bands wie The Stooges oder MC5.
In diesem Genre, zu denen auch Bands wie The Bellrays oder Dollhouse gehören und das auch High Energy Rock genannt wird, zählen sie zu den weltweit führenden Formationen. Der amerikanische Rockkritiker Kevin McHugh schreibt: „If anyone could equal the MC5 and Stooges at their insane best, it's Nixon Now.“
Ihre Musik ist auch in der Stoner-Rock-Szene recht populär, so spielte die Band auf dem Swamp Room oder beim South Of Mainstream Festival und ihr zweites Album Altamont Nation Express erschien auf dem Stoner-Rock-Label Elektrohasch.
Nixon Now haben bis jetzt drei Alben und zahlreiche Singles veröffentlicht und spielten mit Bands wie Thee Hypnotics, The Bellrays, Radio Birdman oder The Flaming Sideburns zusammen.
Alben:
- Solution Revolution (2000 – Loudsprecher Records)
- Altamont Nation Express (2005 – Elektrohasch Records)
- The Now Sound (2018 – Elektrohasch Records)
- Whatsoever (2020 – Burger Records)